# Физическая химия

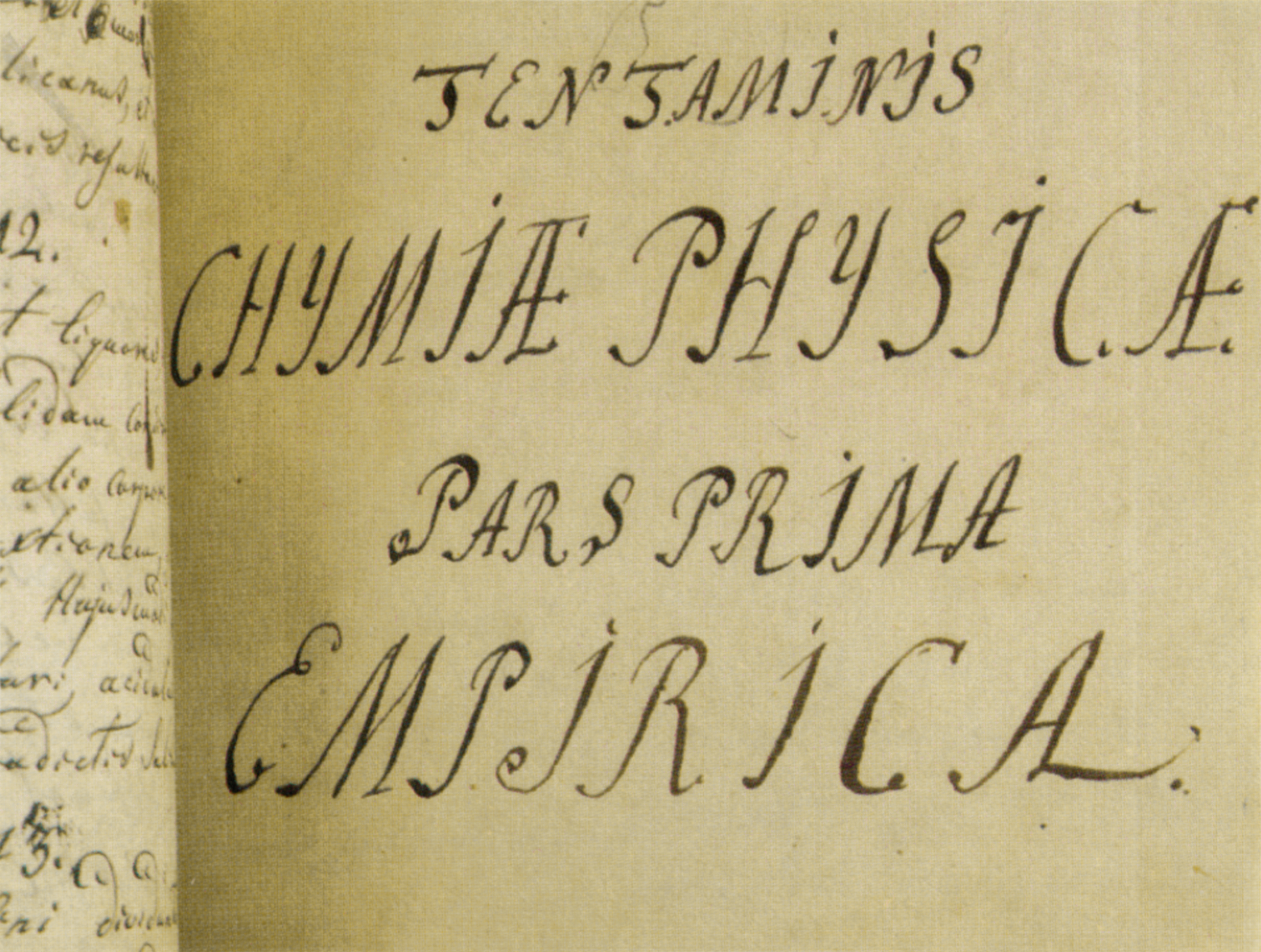
«Введение в истинную физическую химию». Рукопись М. В. Ломоносова. 1752

Физи́ческая хи́мия (часто в литературе сокращённо — физхимия) — раздел химии, наука об общих законах строения, структуры и превращения химических веществ. Исследует химические явления с помощью теоретических и экспериментальных методов физики. Наиболее обширный раздел химии.

## История физической химии
Термин «физическая химия» впервые был использован немецким алхимиком Генрихом Кунратом в 1598-м году; в XVII—XVIII вв. этот термин являлся общепринятым для обозначения того, что сегодня мы называем «теоретической химией».
В отечественной историографии химии считается, что начало физической химии было положено в середине XVIII века. Термин «Физическая химия», в современном понимании методологии науки и вопросов теории познания, принадлежит М. В. Ломоносову, который в 1752 году впервые читал студентам Академического университета «Курс истинной физической химии». В преамбуле к этим лекциям он даёт такое определение: «Физическая химия — наука, которая должна на основании положений и опытов физических объяснить причину того, что происходит через химические операции в сложных телах». Учёный в трудах своей корпускулярно-кинетической теории тепла касается вопросов, в полной мере отвечающих вышеизложенным задачам и методам. Именно такой характер носят и экспериментальные действия, служащие подтверждению отдельных гипотез и положений настоящей концепции. М. В. Ломоносов следовал таким принципам во многих направлениях своих исследований: в разработке и практической реализации основанной им же «науки о стекле», в различных опытах, посвящённых подтверждению закона сохранения вещества и силы (движения); — в работах и экспериментах, имеющих отношение к учению о растворах — им была разработана обширная программа исследований настоящего физико-химического феномена, находящаяся в процессе развития до настоящего времени.
Затем последовал более чем столетний перерыв и одним из первых в России физикохимические исследования в конце 1850-х годов начал Д. И. Менделеев.
Следующий курс физической химии читал уже Н. Н. Бекетов в Харьковском университете в 1865 году.
Во второй половине XIX века значительный вклад в развитие физической химии сделал американец Гиббс.
Первый научный журнал, предназначенный для публикации статей по физической химии («Zeitschrift für physikalische Chemie»), был основан в 1887 году В. Оствальдом и Я. Вант-Гоффом.
Первая в России кафедра физической химии была открыта в 1914 году на физико-математическом факультете Санкт-Петербургского университета, осенью приступил к чтению обязательного курса и практическим занятиям по физической химии ученик Д. П. Коновалова М. С. Вревский.

## Предмет изучения физической химии
Физическая химия является основным теоретическим фундаментом современной химии, использующим теоретические методы таких важнейших разделов физики, как квантовая механика, статистическая физика и термодинамика, нелинейная динамика, теория поля и др. Она включает учение о строении вещества, в том числе: о строении молекул, химическую термодинамику, химическую кинетику и катализ. В качестве отдельных разделов в физической химии выделяют также электрохимию, фотохимию, физическую химию поверхностных явлений (в том числе адсорбцию), радиационную химию, учение о коррозии металлов, физико-химию высокомолекулярных соединений (см. физика полимеров) и др. Весьма близко примыкают к физической химии и подчас рассматриваются как её самостоятельные разделы коллоидная химия, физико-химический анализ и квантовая химия. Большинство разделов физической химии имеет достаточно чёткие границы по объектам и методам исследования, по методологическим особенностям и используемому аппарату.

## Различие между физической химией ихимической физикой
Обе эти науки находятся на стыке между химией и физикой, иногда химическую физику включают в состав физической химии. Провести чёткую границу между этими науками не всегда возможно. Однако с достаточной степенью точности это отличие можно определить следующим образом:
- физическая химия рассматривает суммарно процессы, протекающие с одновременным участием множества частиц;
- химическая физика рассматривает отдельные частицы и взаимодействие между ними, то есть конкретные атомы и молекулы (таким образом, в ней нет места понятию «идеальный газ», которое широко используется в физхимии)[4].

## Разделы физической химии

### Коллоидная химия
Колло́идная хи́мия (др.-греч. κόλλα ‘клей’) — традиционное название физической химии дисперсных систем и поверхностных явлений, возникающих на границе раздела фаз. Она изучает адгезию, адсорбцию, смачивание, коагуляцию, электрофорез и разрабатывает технологии строительных материалов, бурения горных пород, золь-гель-технологии. Современная коллоидная химия представляет собой науку, которая находится на стыке химии, физики, биологии.
Основные направления современной коллоидной химии:
- Термодинамика поверхностных явлений.
- Изучение адсорбции ПАВ.
- Изучение образования и устойчивости дисперсных систем, их молекулярно-кинетических, оптических и электрических свойств.
- Физико-химическая механика дисперсных структур.
- Разработка теории и молекулярных механизмов процессов, происходящих в дисперсных системах под влиянием ПАВ, электрических зарядов, механического воздействия и т. п.

### Кристаллохимия
Кристаллохи́мия — это наука о кристаллических структурах и их связи с природой вещества. Будучи разделом химии, кристаллохимия тесно связана с кристаллографией и изучает пространственное расположение и химическую связь атомов в кристаллах, а также зависимость физических и химических свойств кристаллических веществ от их строения. С помощью рентгеноструктурного анализа, структурной электронографии и нейтронографии кристаллохимия определяют абсолютные величины межатомных расстояний и углы между линиями химических связей (валентные углы). Кристаллохимия располагает обширным материалом о кристаллических структурах более 425 тысяч соединений, более половины из которых составляют неорганические соединения.
В задачи кристаллохимии входит:
- систематика кристаллических структур и описание наблюдающихся в них типов химической связи;
- интерпретация кристаллических структур (выяснение причин, определяющих строение того или иного кристаллического вещества) и их предсказание; * изучение связи физических и химических свойств кристаллов с их структурой и характером химической связи.

### Радиохимия
Радиохимия ведёт работу со сверхмалыми количествами веществ и с очень сильно разбавленными растворами, а также с источниками ионизирующих излучений. Радиоактивность изучаемых радиохимией веществ позволяет и требует использовать специфические высокочувствительные методы измерения их микроскопических количеств, дистанционные автоматизированные методы анализа.

### Термохимия

Сравнительный размер атома гелия и его ядра

Термохи́мия — раздел химической термодинамики, в задачу которой входит:
- определение и изучение тепловых эффектов реакций,
- установление их взаимосвязей с различными физико-химическими параметрами
- измерение теплоёмкостей веществ и установление их теплот фазовых переходов.

Основными экспериментальными методами термохимии являются:
- калориметрия,
- дифференциальный термический анализ,
- дериватография.

### Учение о строении атома
А́том (от др.-греч. ἄτομος — неделимый) — частица вещества микроскопических размеров и массы, наименьшая часть химического элемента, являющаяся носителем его свойств. Атом состоит из атомного ядра и электронов. Если число протонов в ядре совпадает с числом электронов, то атом в целом оказывается электрически нейтральным. В противном случае он обладает некоторым положительным или отрицательным зарядом и называется ионом. В некоторых случаях под атомами понимают только электронейтральные системы, в которых заряд ядра равен суммарному заряду электронов, тем самым противопоставляя их электрически заряженным ионам.
Ядро, несущее более чем 99,9 % массы атома, состоит из положительно заряженных протонов и незаряженных нейтронов, которые связаны между собой при помощи сильного взаимодействия. Атомы классифицируются по количеству протонов и нейтронов в ядре: число протонов Z соответствует порядковому номеру атома в периодической системе и определяет его принадлежность к некоторому химическому элементу, а число нейтронов N — определённому изотопу этого элемента. Число Z также определяет суммарный положительный электрический заряд (Ze) атомного ядра и число электронов в нейтральном атоме, задающее его размер. Атомы различного вида в разных количествах, связанные межатомными связями, образуют молекулы.

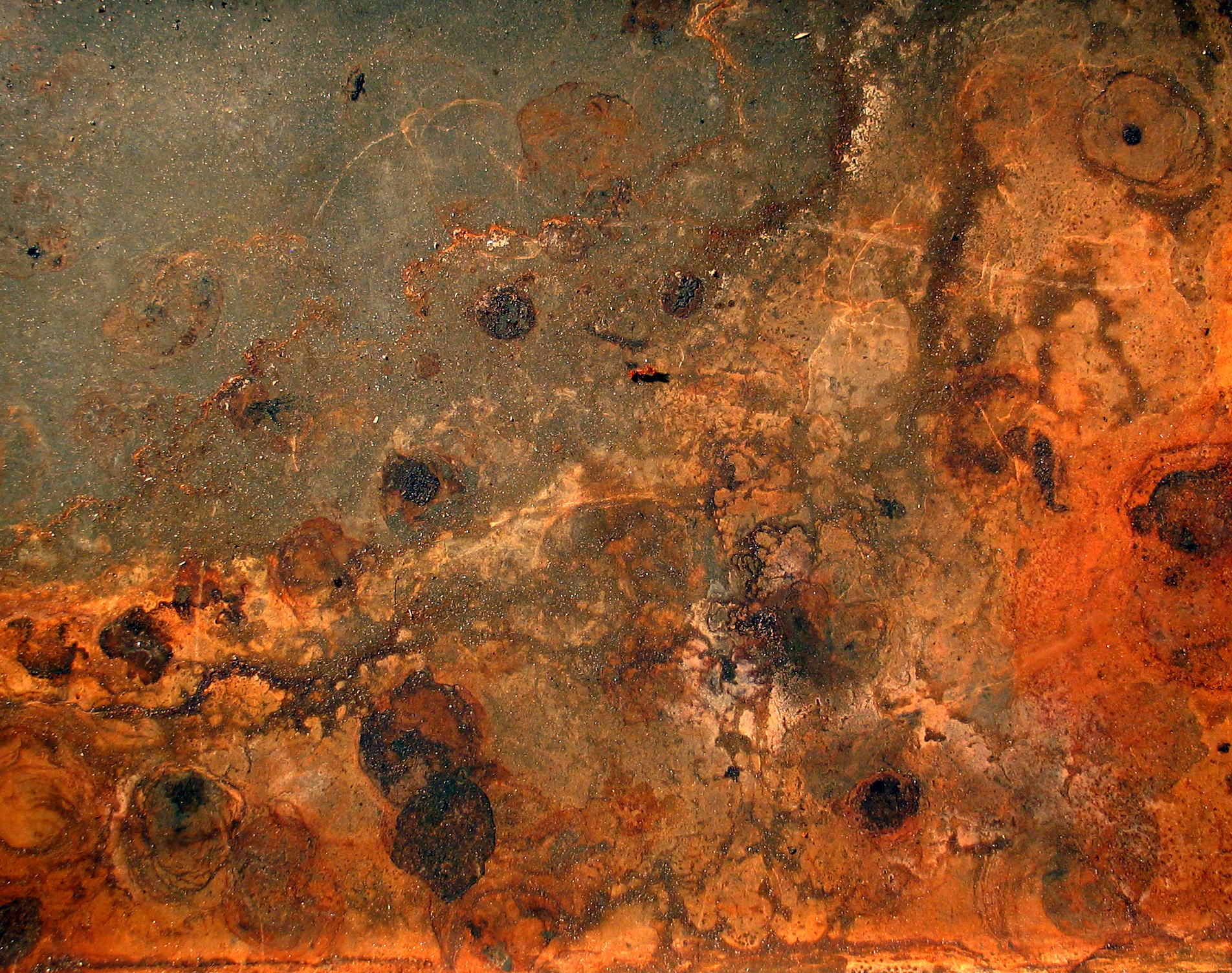
Ржавчина, самый распространённый вид коррозии

### Учение о коррозии металлов
Корро́зия (от лат. corrosio — разъедание) — это самопроизвольное разрушение металлов в результате физико-химического взаимодействия с окружающей средой. Причиной коррозии служит термодинамическая неустойчивость конструкционных материалов к воздействию веществ, находящихся в контактирующей с ними среде. В повседневной жизни для сплавов железа (сталей) чаще используют термин «ржавление». Менее известны случаи коррозии полимеров. Применительно к ним существует понятие «старение», аналогичное термину «коррозия» для металлов. Скорость коррозии, как и всякой химической реакции, очень сильно зависит от температуры. Повышение температуры на 100 градусов может увеличить скорость коррозии на несколько порядков.

### Учение о растворах
Раство́р — однородная смесь, состоящая из частиц растворённого вещества, растворителя и продуктов их взаимодействия. Образование того или иного типа раствора обусловливается интенсивностью межмолекулярного, межатомного, межионного или другого вида взаимодействия, то есть, теми же силами, которые определяют возникновение того или иного агрегатного состояния. Отличия: образование раствора зависит от характера и интенсивности взаимодействия частиц разных веществ. Растворы бывают газовыми, жидкими и твёрдыми.

### Химическая кинетика
Химическая кинетика или кинетика химических реакций — раздел физической химии, изучающий закономерности протекания химических реакций во времени, зависимости этих закономерностей от внешних условий, а также механизмы химических превращений.
Молекулярность элементарной реакции — число частиц, которые, согласно экспериментально установленному механизму реакции, участвуют в элементарном акте химического взаимодействия.
Мономолекулярные реакции — реакции, в которых происходит химическое превращение одной молекулы (изомеризация, диссоциация и т. д.):
Бимолекулярные реакции — реакции, элементарный акт которых осуществляется при столкновении двух частиц (одинаковых или различных):
Тримолекулярные реакции — реакции, элементарный акт которых осуществляется при столкновении трёх частиц:
Реакции с молекулярностью более трёх неизвестны.
Для элементарных реакций, проводимых при близких концентрациях исходных веществ, величины молекулярности и порядка реакции совпадают. Чётко определённой взаимосвязи между понятиями молекулярности и порядка реакции нет, так как порядок реакции характеризует кинетическое уравнение реакции, а молекулярность — механизм реакции.
Катализ — процесс, заключающийся в изменении скорости химических реакций в присутствии веществ, называемых катализаторами. Каталитические реакции — реакции, протекающие в присутствии катализаторов.
Положительным называют катализ, при котором скорость реакции возрастает, отрицательным (ингибированием) — при котором она убывает. Примером положительного катализа может служить процесс окисления аммиака на платине при получении азотной кислоты. Примером отрицательного — снижение скорости коррозии при введении в жидкость, в которой эксплуатируется металл, нитрита натрия, хромата и дихромата калия.
Многие важнейшие химические производства, такие, как получение серной кислоты, аммиака, азотной кислоты, синтетического каучука, ряда полимеров и др., проводятся в присутствии катализаторов.

### Фотохимия

Свет

Фотохи́мия — часть химии высоких энергий, раздел физической химии — изучает химические превращения (химия возбуждённых состояний молекул, фотохимические реакции), протекающие под действием света в диапазоне от дальнего ультрафиолета до инфракрасного излучения. Многие важнейшие процессы, происходящие в окружающей среде и в нас самих, имеют фотохимическую природу. Достаточно назвать такие явления, как фотосинтез, зрение и образование озона в атмосфере под действием УФ-излучения.
Законы фотохимии
- Фотохимические изменения происходят только под действием света, поглощаемого системой.
- Каждый поглощённый фотон в первичном акте способен активировать только одну молекулу.
- При поглощении каждого фотона молекулой имеется определённая вероятность заселения или самого нижнего синглетного (с мультиплетностью 1) состояния, либо самого нижнего триплетного (с мультиплетностью 3) состояния.
- В большинстве органических фотохимических процессов, протекающих в растворах, участвует либо первое возбуждённое синглетное, либо первое возбуждённое триплетное состояния.

### Химическая термодинамика
Хими́ческая термодина́мика — раздел физической химии, изучающий процессы взаимодействия веществ методами термодинамики.
Основными направлениями химической термодинамики являются:
1. Классическая химическая термодинамика, изучающая термодинамическое равновесие вообще.
2. Термохимия, изучающая тепловые эффекты, сопровождающие химические реакции.
3. Теория растворов, моделирующая термодинамические свойства вещества исходя из представлений о молекулярном строении и данных о межмолекулярном взаимодействии.

Химическая термодинамика тесно соприкасается с такими разделами химии, как
- аналитическая химия;
- электрохимия;
- коллоидная химия;
- адсорбция и хроматография.

### Физико-химический анализ
Физико-химический анализ — комплекс методов анализа физико-химических систем путём построения и геометрического анализа диаграмм состояния и диаграмм состав-свойство. Этот метод позволяет обнаружить существование соединений (например, медистого золота CuAu), существование которых невозможно подтвердить другими методами анализа. Первоначально исследования в области физико-химического анализа были сосредоточены на изучении зависимостей температур фазовых переходов от состава. Однако на рубеже XIX—XX веков Н. С. Курнаков показал, что любое физическое свойство системы является функцией состава, а для изучения фазового состояния можно использовать электропроводность, вязкость, поверхностное натяжение, теплоёмкость, коэффициент рефракции, упругость и другие физические свойства.
В основе теории физико-химического анализа лежат сформулированные Н. С. Курнаковым принципы соответствия и непрерывности. Принцип непрерывности утверждает, что если в системе не образуются новые фазы или не исчезают существующие, то при непрерывном изменении параметров системы свойства отдельных фаз и свойства системы в целом изменяются непрерывно. Принцип соответствия утверждает, что каждому комплексу фаз соответствует определённый геометрический образ на диаграмме состав-свойство.

### Теория реакционной способности химических соединений
Тео́рия реакцио́нной спосо́бности хими́ческих соедине́ний (ТРСХС) — научная дисциплина, занимающаяся изучением механизма химических реакций и механики элементарного акта химического превращения. ТРСХС — относительно молодая отрасль химической науки, активно развивающаяся в последние десятилетия, что связано с прогрессом в областях вычислительной и квантовой химии, а также физико-химических методов анализа.
Экспериментальные методы ТРСХС:
- Метод молекулярных пучков
- Фемтосекундная спектроскопия
- Электронный парамагнитный резонанс
- Ядерный магнитный резонанс

### Химия высоких энергий
Химия высоких энергий — раздел физической химии, описывающий химические и физико-химические процессы, происходящие в веществе при воздействии нетепловыми энергетическими агентами — ионизирующим излучением, светом, плазмой, ультразвуком, механическим ударом и другими.
Химия высоких энергий (ХВЭ) изучает химические реакции и превращения, происходящие в веществе под воздействием нетепловой энергии. Механизмы и кинетика таких реакций и превращений характеризуются существенно неравновесными концентрациями быстрых, возбуждённых или ионизированных частиц с энергией большей, чем энергия их теплового движения и в ряде случаев химической связи. Носители нетепловой энергии, воздействующей на вещество: ускоренные электроны и ионы, быстрые и медленные нейтроны, альфа- и бета-частицы, позитроны, мюоны, пионы, атомы и молекулы при сверхзвуковых скоростях, кванты электромагнитного излучения, а также импульсные электрические, магнитные и акустические поля.
Процессы химии высоких энергий различают по временны́м стадиям на физическую, протекающую за время фемтосекунд и менее, в течение которого нетепловая энергия распределяется в среде неравномерно и образуется «горячее пятно», физико-химическую, в течение которой проявляется неравновесность и негомогенность в «горячем пятне» и, наконец, химическую, в которой превращения вещества подчиняются законам общей химии. В результате образуются такие ионы и возбуждённые состояния атомов и молекул при комнатных температурах, которые не могут возникнуть за счёт равновесных процессов.
Внешним проявлением ХВЭ служит образование ионов и возбуждённых состояний атомов и молекул при комнатных температурах, при которых эти частицы не могут возникнуть за счёт равновесных процессов. Н. Е. Аблесимов сформулировал релаксационный принцип управления свойствами неравновесных физико-химических систем. В случае, когда времена релаксации много больше длительности физического воздействия, существует возможность управления выходом химических форм, фаз и, как следствие, свойствами веществ (материалов), используя сведения о механизмах релаксации в неравновесных конденсированных системах на физико-химической стадии релаксационных процессов (в том числе и в процессе эксплуатации).
Основные разделы ХВЭ
- Фотохимия
- Лазерная химия
- Радиационная химия
- Плазмохимия (в газовой и конденсированной фазах)
- Механохимия
- Криохимия
- Ядерная химия

и другие.

### Лазерная химия
Лазерная химия — раздел физической химии, изучающий химические процессы, которые возникают под действием лазерного излучения и в которых специфические свойства лазерного излучения играют решающую роль, а также хемолазерные процессы (химические лазеры). Монохроматичность лазерного излучения позволяет селективно возбуждать молекулы одного вида, при этом молекулы других видов остаются невозбуждёнными. Селективность возбуждения при этом процессе ограничена лишь степенью перекрывания полос в спектре поглощения вещества. Таким образом подбирая частоту возбуждения, удаётся не только осуществлять избирательную активацию молекул, но и менять глубину проникновения излучения в зону реакции.
Возможность фокусировки лазерного излучения позволяет вводить энергию локально, в определённую область объёма, занимаемого реагирующей смесью. Лазерное воздействие на химические реакции может быть тепловым и фотохимическим.
Лазерная офтальмология и микрохирургия, в конечном счёте, та же лазерная химия, но для медицинских целей.

### Радиационная химия
Радиационная химия — часть химии высоких энергий, раздел физической химии — изучает химические процессы, вызываемые воздействием ионизирующих излучений на вещество.
Ионизирующей способностью обладают электромагнитные излучения (рентгеновское излучение, γ-излучение, синхротронное излучение) и потоки ускоренных частиц (электронов, протонов, нейтронов, гелионов, тяжёлых ионов; осколки деления тяжёлых ядер и др.), энергия которых превышает потенциал ионизации атомов или молекул (в большинстве случаев, лежащий в пределах 10-15 эВ).
В рамках радиационной химии рассматриваются некоторые химические процессы, невозможные при использовании традиционных химических подходов. Ионизирующие излучения могут сильно снижать температуру протекания химических реакций без применения катализаторов и инициаторов.
История радиационной химии
Радиационная химия возникла после открытия x-лучей В. Рентгеном в 1895 году и радиоактивности А. Беккерелем в 1896 году, которые первыми наблюдали радиационные эффекты в фотопластинках.
Первые работы по радиационной химии были выполнены в 1899—1903 годах супругами М.Кюри и П. Кюри. В последующие годы наибольшее число исследований было посвящено радиолизу воды и водных растворов.

### Ядерная химия
Ядерная химия — часть химии высоких энергий, раздел физической химии — изучает ядерные реакции и сопутствующие им физико-химические процессы, устанавливает взаимосвязь между физико-химическими и ядерными свойствами вещества. Часто под ядерной химией подразумевают области исследования радиохимии (иногда как её раздел) и радиационной химии. Это разные науки, но ядерная химия является для них теоретическим фундаментом. Термин ядерная химия даже в настоящее время не является общепринятым по причине того, что превращение атомных ядер это изначально область ядерной физики, а химия по определению изучает только химические реакции при которых ядра атомов остаются неизменными. Ядерная химия зародилась на стыке радиохимии, химической физики и ядерной физики
Основные направления ядерной химии:
- исследование ядерных реакций и сопутствующих физико-химических процессов;
- химия «новых атомов»;
- поиск и синтез новых элементов и радионуклидов реакторным методом;
- поиск новых видов радиоактивного распада.

### Электрохимия
Электрохи́мия — раздел химической науки, в котором рассматриваются системы и межфазные границы при протекании через них электрического тока, исследуются процессы в проводниках, на электродах (из металлов или полупроводников, включая графит) и в ионных проводниках (электролитах). Электрохимия исследует процессы окисления и восстановления, протекающие на пространственно-разделённых электродах, перенос ионов и электронов. Прямой перенос заряда с молекулы на молекулу в электрохимии не рассматривается.
Традиционно электрохимию разделяют на теоретическую и прикладную.
Теоретическая электрохимия
- Теория электролитов
Электролитическая диссоциация
Термодинамика растворов
Теория Дебая-Хюккеля
Диффузия
Миграция ионов
Электропроводность растворов
Расплавы
Твердые электролиты
- Электрохимия гетерогенных систем
Электрохимическая термодинамика
Двойной электрический слой
Адсорбция
Электрохимическая кинетика

Прикладная электрохимия
- Химические источники тока (ХИТ)
- Гальванотехника, Гальванопластика
- Электрохимические производства
- Технология печатных плат

### Звукохимия
Звукохимия (сонохимия) — раздел химии, который изучает взаимодействие мощных акустических волн и возникающие при этом химические и физико-химические эффекты. Звукохимия исследует кинетику и механизм звукохимических реакций, происходящих в объёме звукового поля. К области звукохимии так же относятся некоторые физико-химические процессы в звуковом поле: сонолюминесценция, диспергирование вещества при действии звука, эмульгирование и другие коллоидно-химические процессы.
Основное внимание сонохимия уделяет исследованию химических реакций, возникающих под действием акустических колебаний — звукохимическим реакциям. Как правило, звукохимические процессы исследуют в ультразвуковом диапазоне (от 20 кГц до нескольких МГц). Звуковые колебания в килогерцовом диапазоне и инфразвуковой диапазон изучаются значительно реже. Звукохимия исследует процессы кавитации.
Для изучения звукохимических реакций применяют следующие методы:
- Обратный пьезоэлектрический эффект и эффект магнитострикции для генерирования высокочастотных звуковых колебаний в жидкости;
- Аналитическая химия для исследования продуктов звукохимических реакций.

### Структурная химия
Структурная химия — раздел, область химии, изучающая связь различных физических и физико-химических свойств различных веществ с их химическим строением и реакционной способностью. Структурная химия рассматривает не только геометрическое строение молекул; изучению подвергается следующее — длины химических связей, валентные углы, координационные числа, конформации и конфигурации молекул; эффекты их взаимного влияния, ароматичность.
Структурная химия базируется на следующих экспериментальных способах изучения веществ:
- рентгеновский структурный анализ,
- инфракрасная спектроскопия,
- ультрафиолетовая спектроскопия,
- фотоэлектронная спектроскопия,
- нейтронография,
- электронография,
- спектроскопия комбинационного рассеивания,
- микроволновая спектроскопия,
- резонансные методы:
  - ЯМР, ЭПР, мёссбауэровская спектроскопия, ядерный квадрупольный резонанс
- адсорбция,
- катализ и др.

### Теория металлургических процессов
Раздел, изучающий процессы в металлургических агрегатах.

## Потенциометрия
Потенциометрия — междисциплинарная область физической химии, подразумевающая использование различных электрохимических и термодинамических методов, методов аналитической химии, — широко применяемых в научных исследованиях различной принадлежности, — в производственной практике; в том числе — ионометрии, pH-метрии, а также при создании измерительной аппаратуры используемой в них (см. также: периодический закон (окислительный потенциал), водородный показатель, редокс-потенциал, pH-метр, стеклянный электрод).